# FCF Hénin-Beaumont
Der Football Club Féminin Hénin-Beaumont ist ein Frauenfußballverein aus der nordfranzösischen, zwischen Lens und Douai gelegenen Kleinstadt Hénin-Beaumont. Seine Klubfarben sind Grün und Weiß. Die Ligafrauschaft des FCF trägt ihre Heimspiele im örtlichen Stade Octave-Birembaut aus, das über eine Kapazität von rund 3000 Zuschauerplätzen verfügt.

## Geschichte
Im Frühjahr 1972 bildete sich bei dem Amateurverein Olympique Hénin eine Frauenfußballabteilung; 1981 machte sich diese unter dem Namen FCF Hénin-Beaumont selbständig. Dennoch nennt der FCF als sein Gründungsdatum den Mai 1972. In der Saison 1978/79 setzten Olympiques Frauen sich erstmals in der regionalen Punkterunde durch und erreichten die seinerzeit noch im K.-o.-System ausgetragene frankreichweite Endrunde, in der sie am späteren Landesmeister AS Étrœungt scheiterten. Vier Jahre später erreichte der FCF Hénin-Beaumont das Endspiel, wurde nach Entscheidung im Elfmeterschießen aber nur Vizemeister hinter der VGA Saint-Maur – genauso, wie es den Frauen 1988 erneut erging. Nach der 1992 erfolgten Einführung einer landesweiten Frauenliga gehörte die Mannschaft dieser Division 1 Féminine bis 1996 und wieder von 2003 bis 2012 an. Eine bessere Platzierung als Rang vier (1993 und 2009) erreichten die Nordfranzösinnen darin allerdings nicht. Zur Saison 2013/14 wieder in die höchste Spielklasse zurückgekehrt, folgte zwölf Monate später der prompte Wiederabstieg. Und nachdem die zweite Division von 36 auf 24 Teilnehmer verschlankt wurde, spielte der FCF seit der Saison 2016/17 sogar nur noch drittklassig.
Der Verein ist bekannt für seine gute Nachwuchsarbeit; so spielen die A- und B-Jugend-Teams seit Jahren in der höchsten französischen Liga ihrer jeweiligen Altersgruppe.
Im erst seit 2001 ausgetragenen Landespokalwettbewerb war der FCF Hénin-Beaumont bisher nicht über das Viertelfinale hinausgekommen; zuletzt schied er darin 2013 als Zweitdivisionär gegen Olympique Lyon aus. In der Saison 2016/17 allerdings erreichten die Nordfranzösinnen sogar das Halbfinale, in dem sie erneut Olympique Lyon unterlagen.

## Bekannte ehemalige Spielerinnen
Nationalspielerinnen für Frankreich; in Klammern der Zeitraum beim FCF Hénin-Beaumont und die Zahl der währenddessen absolvierten A-Länderspiele.
- Sophie Ryckeboer-Charrier (1987–1989, 15)
- Isabelle Musset (1987–1989, 14)
- Sandrine Capy (1987–1993, 4)
- Candie Herbert (1992–1996 und 2007–2009, 21)
- Amélie Coquet (2001–2005, 10)
- Amandine Henry (2004/05, keins)
- Julie Soyer (2004/05, keins)
- Pauline Crammer (2006–2012, 1)
- Marine Dafeur (bis 2008 und 2010–2014, 1)

## Erfolge
- Französische Vizemeisterinnen: 1983, 1988
- Französische Zweitligameisterinnen: 2003, 2013